# Gloeomyces
Gloeomyces is een monotypisch geslacht van schimmels behorend tot de familie Stereaceae. De typesoort is Gloeomyces graminicola. Deze soort is later overgezet naar het geslacht Aleurodiscus als Aleurodiscus graminicola.

## Kenmerken
De geresupineerde vruchtlichamen zijn min of meer vliezig. Het heeft een dimitisch hyfensysteem en bestaat uit generatieve hyfen en bindhyfen. De generatieve hyfen zijn eenvoudig gesepteerd. De bindhyfen, die relatief dun verspreid zijn in het diepe subiculum, zijn dikwandig en geelachtig tot bruinachtig van kleur. Hun aanwezigheid betekent echter niet dat de vruchtlichamen op enigerlei wijze leerachtig of taai zijn. Naast de 4-sporige, uiervormige (utriforme) basidia komen talrijke gloeocystidia voor. Ze zijn moniliform en zwak sulfoaldehyde-positief. De gladde, amyloïde en acyanofiele basidiosporen zijn ellipsoïde.

## Habitat
Terwijl Gloeomyces graminicola en Gloeomyces ginnsii voornamelijk werden geïsoleerd uit grassen, wordt Gloeomyces moniliformis gevonden op loofhout. De drie soorten zijn allemaal gevonden in Taiwan, Gloeomyces moniliformis komt ook voor in Japan.

## Etymologie
Het geslacht verschilt van andere geslachten van het Gloeocystidiellum-complex door zijn dimitische hyfensysteem. Naast de generatieve hyfen komen in het subhymenium vertakte, dikwandige hyfen voor, die sterk doen denken aan bindhyfen. Anders zijn de soorten van het geslacht vrij uniform. Ze hebben eenvoudig gesepteerde generatieve hyfen, utriforme basidia en gladde basidiosporen. Het geslacht vertoont kenmerken die vergelijkbaar zijn met de geslachten Vesiculomyces en Gloiothele. Daarom plaatste N. Maekawa, de eerste auteur van Gloeomyces moniliformis, de witrotschimmel in het geslacht Vesiculomyces in 1994. De geslachten verschillen echter doordat Gloeomyces, wanneer gekweekt, hyfen vormt met enkele of meerdere knoestige hyfen, terwijl de hyfen van Vesiculomyces altijd gesploos zijn.
Gloeomyces graminicola vormt zich met Aleurodiscus cerussatus/A. dextrinoideocerussatus-groep een afstammingsgemeenschap. Alle drie de soorten hebben gladde, dunwandige, ellipsvormige sporen en talrijke sulfoaldehyde-positieve en min of meer moniliforme (parelachtige) gloeocystidia. In tegenstelling tot Aleurodiscus cerussatus en A. dextrinoideocerussatus, mist Gloeomyces graminicola acanthohyphidia en heeft hij hyfen zonder bandjes, terwijl deze nodulair gesepteerd zijn bij de andere twee soorten.

## Naam
De geslachtsnaam is afgeleid van het Oudgriekse woord "gloios" (= "plakkerige substantie") en "-myces" (= "paddenstoel") en verwijst naar het voorkomen van gloeocystidia.

## Soorten
Volgens Index Fungorum beat het geslacht twee soorten (peildatum december 2022):
| Soortnaam               | Auteur(s)              | Publicatiejaar |
| ----------------------- | ---------------------- | -------------- |
| Gloeomyces ginnsii      | Sheng H. Wu            | 1996           |
| Gloeomyces moniliformis | (N. Maek.) Sheng H. Wu | 1997           |